# 서리사자 성운
서리사자 성운(Frosty Leo Nebula)은 지구에서 사자자리 방향으로 약 10,000 광년 떨어진 원시 행성상 성운이다.